# Raión de Khotsimsk
Khotsimsk (en bielorruso: Хоцімскі раён) es un raión o distrito de Bielorrusia, en la provincia (óblast) de Maguilov. 
Comprende una superficie de 862 km².

## Demografía
Según estimación 2010 contaba con una población total de 13057 habitantes.